# Private Practice
Private Practice é um drama médico que estreou em 26 de setembro de 2007 na Rede ABC. Spin-off de Grey's Anatomy, a série narra a vida da Dra. Addison Montgomery, interpretada por Kate Walsh, quando ela deixa o Seattle Grace Hospital, a fim de participar de um consultório particular em Los Angeles. A série foi criada por Shonda Rhimes, que também serve como produtora executiva ao lado de Betsy Beers, Mark Gordon, Mark Tinker, Jon Cowan e Robert Rovner.
Addison era esposa de Derek Shepherd, de quem herdou o sobrenome. No Brasil a série é transmitida pelo Canal Sony desde o final de novembro de 2007 e em Portugal conhecida como Clínica Privada, estreou em dezembro de 2007 no canal FOX Life.

## Elenco e personagens

### Personagens principais
| Participação  | Participação     | Participação | Participação |
| ------------- | ---------------- | ------------ | ------------ |
| Papel Regular | Papel Recorrente | Convidado(a) | Ausente      |

| Ator              | Personagens           | Temporada | Temporada | Temporada | Temporada | Temporada | Temporada |
| Ator              | Personagens           | 1         | 2         | 3         | 4         | 5         | 6         |
| ----------------- | --------------------- | --------- | --------- | --------- | --------- | --------- | --------- |
| Kate Walsh        | Addison Montgomery    |           |           |           |           |           |           |
| Tim Daly          | Pete Wilder           |           |           |           |           |           |           |
| Audra McDonald    | Naomi Bennett         |           |           |           |           |           |           |
| Paul Adelstein    | Cooper Freedman       |           |           |           |           |           |           |
| KaDee Strickland  | Charlotte King        |           |           |           |           |           |           |
| Chris Lowell      | William "Dell" Parker |           |           |           |           |           |           |
| Taye Diggs        | Sam Bennett           |           |           |           |           |           |           |
| Amy Brenneman     | Violet Turner         |           |           |           |           |           |           |
| Brian Benben      | Sheldon Wallace       |           |           |           |           |           |           |
| Caterina Scorsone | Amelia Shepherd       |           |           |           |           |           |           |
| Benjamin Bratt    | Jake Reilly           |           |           |           |           |           |           |
| Griffin Gluck     | Mason Warner          |           |           |           |           |           |           |

### Participações especiais

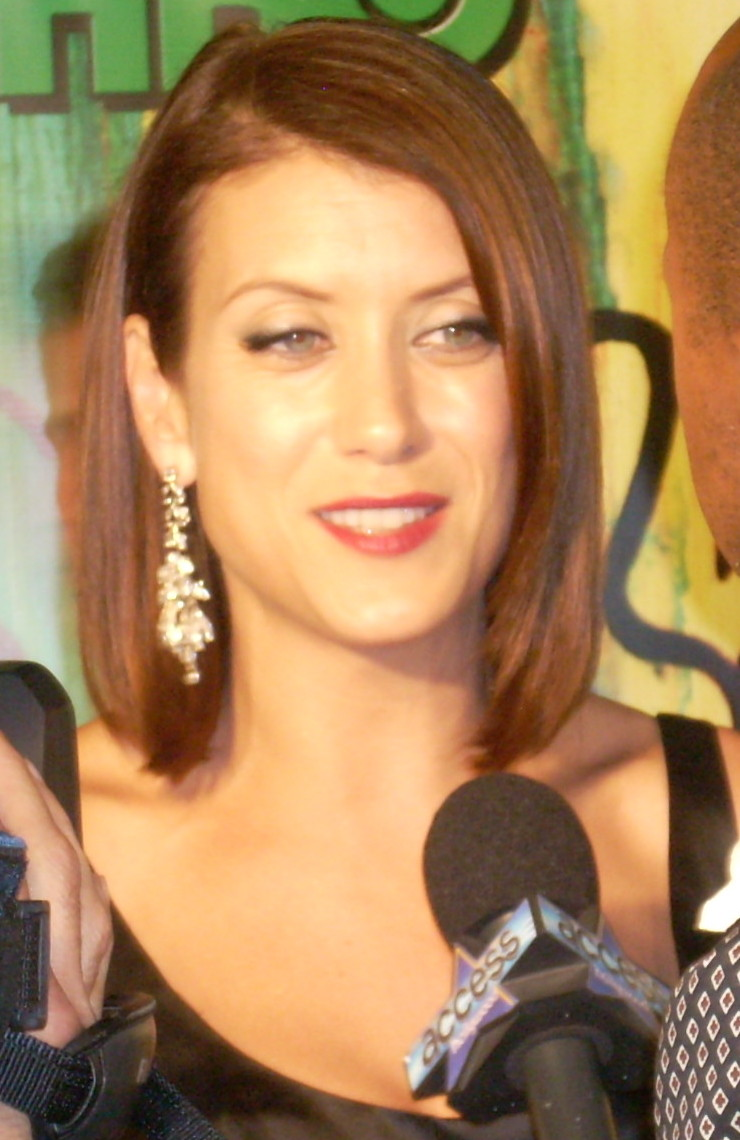
A protagonista de Private Practice, Kate Walsh.

- David Sutcliffe como o oficial Kevin Nelson (13 episódios, temporada 1-2): oficial de polícia de Los Angeles que teve um relacionamento com Addison;
- Geffri Maya como Maya Bennett (12 episódios, temporada 1-3): filha de Naomi e Sam;
- Michael Patrick Thornton como  Gabriel Fife (10 episódios, temporada 3): geneticista para trabalhar no Pacific Wellcare Group;
- Hailey Sole como Betsy Parker (9 episódios, temporada 2-4): filha da Dell;
- James Morrison como William White (8 episódios, temporada 2-3): proprietário do Pacific Wellcare Group;
- Stephen Lunsford como Dink (6 episódios, temporada 3-4): marido de Maya;
- Grant Show como Archer Montgomery (6 episódios, temporada 2): irmão de Addison, neurologista de classe mundial;
- Jayne Brook como Meg Porter (5 episódios, temporada 2): médica, ex-namorada de Pete;
- Jay Harrington como Wyatt Lockhart (5 episódios, temporada 2): médico oncologista do Pacific Wellcare Group;
- Sharon Leal como Sonya Nichols (5 episódios, temporada 2): namorada de Sam;
- Amanda Detmer como Morgan Gellman (5 episódios, temporada 2-3): gestante de Addison, esposa de Noé Barnes;
- Josh Hopkins como Noé Barnes (5 episódios, temporada 2): marido Morgan Gellman;
- Agnes Bruckner como Heather (5 episódios, temporada 2-3): esposa da Dell, mãe de Betsy;
- Christina Chang como Vanessa Hoyt (4 episódios, temporada 3): perinatologista e neonatologista do St. Ambrose Hospital, namorada de Sam;
- Amanda Foreman como Katie Kent (4 episódios, temporada 2-3): paciente de Violet, que sequstrou o seu bebê;
- Stephen Collins como "O Capitão" Montgomery (3 episódios, temporada 3): pai de Addison.
- Debby Ryan como Hayley  "The Breaking Point" (Temporada 5, Episódio 9) Garota da reabilitação de Amélia

## Produção

### Origem

Logo de Grey's Anatomy, origem de Private Practice.

Em 21 de fevereiro de 2007, o The Wall Street Journal informou que a ABC estava perseguindo um spin-off de Grey's Anatomy com a personagem de Kate Walsh, Addison Montgomery. Relatórios subsequentes afirmaram que uma transmissão ampliada de duas horas de Grey's Anatomy (que foi ao ar dia 3 de maio de 2007) serviria como um piloto secreto para a cisão. O episódio piloto apresentou a clínica fictícia de Los Angeles, intitulada Oceanside Wellness Center. A transmissão serviu como os episódios 22 e 23 da 3ª temporada de Grey's Anatomy, e foi dirigido por Michael Grossman, de acordo com a Variety. Os colunistas Kristin Veitch e Michael Ausiello relataram que o spin-off seria definido em Los Angeles.

### Transmissão
Em 3 de maio de 2007, o "piloto secreto" de Private Practice foi ao ar na ABC. Foi exibido no episódio duplo de Grey's Anatomy, intitulado "The Other Side of This Life", e deu uma breve descrição dos personagens de Private Practice. O elenco incluiu Amy Brenneman, Paul Adelstein, Tim Daly, Taye Diggs, Chris Lowell e Merrin Dungey. O episódio de 2 horas teve uma média 21 milhões de telespectadores. A primeira vinheta de anunciação da série foi ao ar durante o final da temporada de Grey's Anatomy. A estréia da série foi ao ar em 26 de setembro de 2007 com média de 14,41 milhões de telespectadores e foi o programa mais visto no seu horário. Mais tarde, a série foi transferida para as quintas-feiras às 22:00 depois de Grey's Anatomy durante a mid-season de 2009, para dar espaço ao retorno de Lost.

### Moldagem
Em 29 de junho de 2007 foi anunciado pela ABC que Merrin Dungey, que desempenhou o papel de Naomi Bennett, seria substituída por Audra McDonald. A ABC não deu nenhuma razão para esta mudança. Em 11 de julho de 2007, foi anunciado que um novo personagem, interpretado por KaDee Strickland seria adicionado ao elenco principal.
Idina Menzel apareceu em dois episódios durante a segunda temporada. Menzel é casada com a estrela de Private Practice, Taye Diggs. David Sutcliffe, Jayne Brook e Josh Hopkins também apareceram na série.

## Localização
As filmagens exteriores de Private Practice (bem como algumas de suas histórias ao ar livre) são filmadas em Santa Mônica, Califórnia.
Addison Montgomery e Sam Bennett vivem em Santa Mônica nas casas à beira-mar sobre a areia, que na realidade, custa US$ 4 milhões cada.

## Episódios
| Temporada | Temporada | Episódios | Episódios | Originalmente exibido  | Originalmente exibido |
| Temporada | Temporada | Episódios | Episódios | Estreia da temporada   | Final da temporada    |
| --------- | --------- | --------- | --------- | ---------------------- | --------------------- |
|           | Piloto    | 2         | 2         | 3 de maio de 2007      | 3 de maio de 2007     |
|           | 1         | 9         | 9         | 26 de setembro de 2007 | 5 de dezembro de 2007 |
|           | 2         | 22        | 22        | 1 de outubro de 2008   | 30 de abril de 2009   |
|           | 3         | 23        | 23        | 1 de outubro de 2009   | 13 de maio de 2010    |
|           | 4         | 22        | 22        | 23 de setembro de 2010 | 19 de maio de 2011    |
|           | 5         | 22        | 22        | 29 de setembro de 2011 | 15 de maio de 2012    |
|           | 6         | 13        | 13        | 25 de setembro de 2012 | 22 de janeiro de 2013 |

### Primeira temporada (2007)
Private Practice foi apanhada para uma temporada completa de 22 episódios em 19 de outubro de 2007. Este foi posteriormente reduzido para 9 devido à greve dos roteiristas.
A primeira temporada começa com a mudança de Addison de Seattle para Los Angeles e suas tentativas de se adaptar a um tipo diferente do ambiente de trabalho no Oceanside Wellness Group, uma clínica privada. A primeira temporada também lida o relacionamentos de Mongtomery com seus novos colegas de trabalho. Entre eles incluem sua melhor amiga Naomi Bennett, uma especialista em fertilidade, e seu ex-marido, Sam Bennett, especialista em medicina interna. Quem também trabalha na clínia é a psiquiatra Violet Turner, o pediatra Cooper Freedman, o especialista em medicina alternativa Pete Wilder e o recepcionista Dell Parker. Charlotte King, que serve como chefe de equipe do St. Ambrose Hospital, trabalha com o Oceanside Wellness através de seu relacionamento com Sam e seu relacionamento sexual com Cooper.

### Segunda temporada (2008-2009)
Private Practice foi renovada para uma segunda temporada em 11 de fevereiro de 2008 pela ABC. Em 21 de outubro de 2008, a rede pegou o show para uma segunda temporada completa. Em 6 de novembro de 2008, o TV Guide informou que Private Practice teria um episódio crossover com Grey's Anatomy em fevereiro.
A primeira metade da segunda temporada trata com as dificuldades financeiras da clínica. Naomi revela a Addison que estão em perigo de perder a clínica, devido a dívida não paga causando Addison dizer a Sam. Este, por sua vez, provoca uma mudança na clínica, fazendo de Addison, a nova chefe. Somando-se o drama era a concorrência de uma nova clínica, Pacific Wellcare. Esta nova clínica, localizado no mesmo edifício que o Oceanside Wellness, foi executada por Charlotte causando tumulto para ela e Cooper.
Outro acontecimento dentro desta temporada é a dinâmica entre Sam e Naomi, por perceberem que não podem mais ser amigos, bem como o aprofundamento das relações românticas de Cooper e Charlotte. Addison foi romanticamente ligada a Kevin Nelson (vivido por David Sutcliffe), um policial, mas depois percebeu que seu relacionamento estava indo a lugar nenhum. No final da temporada, Addison se apaixona pelo cirurgião cardiovascular Noé Barnes, que é casado e está esperando seu primeiro filho. As coisas ficam mais complicadas quando Addison descobre que a esposa de Noé é uma de suas pacientes.

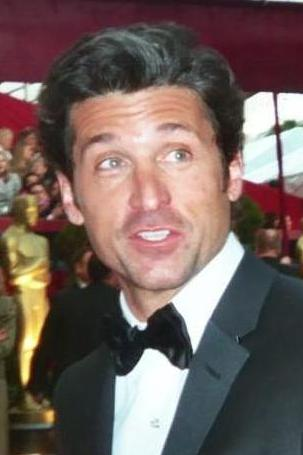
Patrick Dempsey interpreta o ex-marido de Addison, Derek Shepherd.

Archer Montgomery (Grant Show), o irmão de Addison, também fez aparições esporádicas causando problemas para ela e Naomi. Archer foi encontrado com um tumor cerebral agressivo, que mais tarde foi diagnosticado como parasitas. Addison procurou a ajuda profissional de seu ex-marido, Derek Shepherd (Patrick Dempsey). Depois de Derek ter salvo Archer, Addison descobriu que ele estava de volta a seus velhos truques traindo Naomi.
Violet mexeu alguns de seus próprios dramas quando ela começou a namorar Sheldon (Brian Benben), que trabalha para o Pacific Wellcare, e Pete. Durante a segunda metade da temporada, Violet foi encontrada para estar grávida, embora ela não sabe quem é o pai de seu bebê. Enquanto isso, Dell lutou com seus próprios problemas sobre drogas causados por hábitos de sua ex-namorada e também a luta pela custódia de sua filha, Betsy.
Alguns dos casos médicos que causaram tumulto e tensão entre os médicos em Private Practice, estão a questão do aborto (o primeiro para a clínica), a re-atribuição do sexo de um recém-nascido, a atividade sexual de uma criança de 12 anos, a mudança de embriões de duas mães-de-estar e um casal de jovens que mais tarde descobriram que eram irmãos.

### Terceira temporada (2009-2010)
A ABC renovou Private Practice para uma terceira temporada em 23 de abril de 2009. A terceira temporada estreou numa quinta-feira, 1 de outubro de 2009. A criadora da série, Shonda Rhimes anunciou que o terceiro episódio da temporada teria atores de Grey's Anatomy como Chandra Wilson, quando ela vai até Los Angeles para operar um paciente por um procedimento específico médico. Esta temporada marca a primeira morte na série com a saída de Chris Lowell como William "Dell" Parker devido a um hematoma subdural e hemorragia sustentada por uma colisão com um motorista embriagado enquanto levava Maya ao hospital para entregar seu bebê.
A gravidade da condição de Dell foi esquecida, enquanto Maya estava sendo atendida na sala de cirurgia. A Dra. Amelia Shepherd, irmã mais nova de Derek Shepherd não conseguiu reanimar Dell depois de sua parada cardíaca. Maya sobreviveu a operação e deu à luz uma menina que também sobreviveu à provação.

### Quarta temporada (2010-2011)
Private Practice foi apanhada para uma quarta temporada de 2010-2011. A quarta temporada estreou em 23 de setembro de 2010. Nesta temporada, Brian Benben e Caterina Scorsone tornam-se personagens regular da série. A temporada começa com as conseqüências da morte da Dell, incluindo o seu funeral que acontece com sua filha Betsy. Violet e Pete se casam na estréia da temporada e, finalmente, começam uma vida nova com seu filho Lucas. Addison e Sam revelam seu romance com o pessoal do Oceanside Wellness, que faz Naomi deixar a cidade para aprender a aceitar seu novo relacionamento. A relação de Cooper e Charlotte continua a ficar mais forte. Charlotte é estuprada e agredida por um dos pacientes em seu hospital e decide dizer isso somente a Addison e fazê-la manter isso em segredo. Charlotte decide mais tarde que não quer contar a ninguém que ela foi estuprada, nem mesmo Cooper. Mais tarde todos descobrem mas Charlotte não identificara Lee McHenry, seu estuprador. Mais tarde descobrem que Violet foi estuprada quando estava na faculdade. Então, Charlotte decide identificar porque Sheldon lhe diz a ela para fazer isso.

### Quinta temporada (2011-2012)
Na manhã do dia 10 de janeiro de 2011, a ABC confirmou a produção da quinta temporada da série.
A quinta temporada se inicia com a viagem inusitada de Naomi a Nova York juntamente com o Dr. Gabriel Fife, deixando Naomi ausente durante toda a temporada e a chegada de um novo médico na Oceanside Wellness: Dr. Jake Reilly, deixando Addison confusa sobre seus sentimentos com Sam.
Essa temporada é marcada pela recuperação de Amélia depois de acabar tendo uma recaída, já que ela era viciada em drogas. Um dos episódios mais marcantes de toda série mostra o ápice da dependência da Dra. Shepherd e a intervenção feita por todos os médicos da clínica, deixando Amélia impaciente e irritada. Totalmente tomada pelo vício, Scorsone fala uma das frases mais marcantes de toda a série: "What I would want? Drugs! When I would want? Now!", chegando ao ponto de se drogar na sala de recepção da clínica na frente de todos os seus amigos. Mais tarde, Amélia, juntamente com Ryan, seu namorado, decidem parar de se drogar e buscar ajuda, no entanto, eles decidem se drogar uma última vez, por consequência disso, Ryan morre de overdose deixando Amélia sozinha. Após a morte de seu namorado, Amélia descobre estar grávida, porém, ao fazer o seu primeiro ultrassom, ela descobre que o feto é anencéfalo. Vendo que a gravidez já estava avançada e não podendo abortar, Amélia decide gerar o bebê e doar todos os seus órgãos após o nascimento.
A temporada também relata a busca incessante de Addison para se tornar mãe. Após duas tentativas de fertilização in vitro e uma tentativa frustrada em adotar uma criança, ela se vê sem escolhas e resolve adiar a maternidade, porém uma de suas pacientes, reconhece Addison no livro de mães disponíveis para a adoção e decide entregar o seu filho para ela. Addison decide chamá-lo de "Henry".
Outra história marcante da temporada é a paternidade inusitada de Cooper quando a mãe de seu filho, Mason, decide aparecer na clínica e contar ao pediatra que ele tem um filho de nove anos.

### Sexta temporada (2012-2013)
No dia 11 de maio de 2012, a ABC renovou oficialmente Private Practice para uma sexta temporada. No dia 30 de maio de 2012, foi anunciado que Tim Daly, que interpreta o Dr. Peter Wilder, não retornará como personagem regular nessa temporada. Kate Walsh, que interpreta a Dra. Addison Montgomery, anunciou em 12 de junho de 2012 que ela deixará a série após a sexta temporada. Em 19 de outubro de 2012, a ABC anunciou que a série seria finalizada e que a 6º temporada terá apenas 13 episódios.
A série termina com o casamento de Addison e Jake, o casamento inusitado de Naomi e Sam, o parto das trigêmeas de Charlotte com a compra da casa pelo Cooper e o livro que Violet resolve escrever, chamado de "Private Practice".

## Recepção
O primeiro episódio de Private Practice foi algo muito criticado pelos críticos. O The New York Times descreveu os personagens do show como "oferecedores de um dos retratos mais deprimentes da condição feminina desde The Bell Jar."

### Audiência televisiva nos Estados Unidos
Rankings (com base na média total de espectadores por episódio) de Private Practice.
| Temporada | Nº de episódios | Exibição                                                      | Estreia da temporada | Final da temporada  | Estação   | Ranking | Telespectadores (em milhões) |
| --------- | --------------- | ------------------------------------------------------------- | -------------------- | ------------------- | --------- | ------- | ---------------------------- |
| 1         | 9               | Quarta-feira 9:00 PM                                          | 26 de setembro, 2007 | 5 de dezembro, 2007 | 2007      | #36     | 11.57                        |
| 2         | 22              | Quarta-feira 9:00 PM (2008-2009) Quinta-feira 10:00 PM (2009) | 1 de outubro, 2008   | 30 de abril, 2009   | 2008-2009 | #52     | 8.91                         |
| 3         | 23              | Quinta-feira 10:00 PM                                         | 1 de outubro, 2009   | 13 de maio, 2010    | 2009-2010 | #38     | 9.05                         |
| 4         | 22              | Quinta-feira 10:00 PM                                         | 23 de setembro, 2010 | 19 de maio, 2011    | 2010-2011 | #58     | 7.63                         |
| 5         | 22              | Quinta-feira 10:00 PM (2011) Quarta-feira 10:00 PM (2012)     | 29 de setembro, 2011 | 15 de maio, 2012    | 2011-2012 | #63     | 8.80                         |
| 6         | 13              | Terça-feira 10:00 PM                                          | 25 de setembro, 2012 | 22 de janeiro, 2013 | 2012-2013 | #58     | 7.03                         |

A estreia da série em 26 de setembro de 2007 atraiu 14.410 mil espectadores e é atualmente o mais elevado episódio da série nominal.

### Prêmios
| Ano  | Prêmio                          | Categoria                                                              | Destinatários                                            | Resultado |
| ---- | ------------------------------- | ---------------------------------------------------------------------- | -------------------------------------------------------- | --------- |
| 2008 | BMI Film & TV Awards            | BMI TV Music Award                                                     | Chad Fischer, Tim Bright                                 | Ganhou    |
| 2008 | NAACP Image Awards              | Melhor Ator Coadjuvante em Série Dramática                             | Taye Diggs                                               | Indicado  |
| 2008 | NAACP Image Awards              | Melhor Atriz Coadjuvante em Série Dramática                            | Audra McDonald                                           | Indicado  |
| 2008 | NAACP Image Awards              | Melhor Roteiro em Série Dramática                                      | Shonda Rhimes                                            | Indicado  |
| 2008 | People's Choice Award           | Nova Série Dramática Favorita                                          | Private Practice                                         | Indicado  |
| 2009 | BMI Film & TV Awards            | BMI TV Music Award                                                     | Chad Fischer, Tim Bright                                 | Ganhou    |
| 2009 | NAMIC Vision Award              | Drama                                                                  | Private Practice                                         | Indicado  |
| 2009 | NAACP Image Awards              | Melhor Ator Coadjuvante em Série Dramática                             | Taye Diggs                                               | Ganhou    |
| 2009 | NAACP Image Awards              | Melhor Atriz Coadjuvante em Série Dramática                            | Audra McDonald                                           | Indicado  |
| 2009 | Hollywood Music in Media Awards | Melhor Supervisão de Música na TV                                      | Alex Pastavas                                            | Indicado  |
| 2009 | Young Artist Award              | Melhor Performance em Série de TV - Convidado Estrelado por Ator Jovem | Joey Luthman                                             | Ganhou    |
| 2010 | NAACP Image Awards              | Melhor Ator Coadjuvante em Série Dramática                             | Taye Diggs                                               | Indicado  |
| 2010 | NAACP Image Awards              | Melhor Atriz Coadjuvante em Série Dramática                            | Audra McDonald                                           | Indicado  |
| 2010 | GLAAD Media Awards              | Episódio Individual em uma Série sem um Personagem Regular             | "Homeward Bound"                                         | Indicado  |
| 2010 | GLAAD Media Awards              | Episódio Individual em uma Série sem um Personagem Regular             | "Wait and See"                                           | Indicado  |
| 2010 | PRISM Awards                    | Melhor História em um Multi-episódio em uma Série Dramática            | "Contamination"/"What Women Want"/"Yours, Mine and Ours" | Indicado  |
| 2010 | Young Artist Award              | Melhor Performance em Série de TV - Convidado Estrelado por Ator Jovem | Emily Rae                                                | Indicado  |
| 2011 | People's Choice Award           | Ator de Drama Favorito                                                 | Taye Diggs                                               | Indicado  |
| 2011 | People's Choice Award           | Atriz de Drama Favorita                                                | Kate Walsh                                               | Indicado  |

## Lançamento em DVD
A Walt Disney Studios Home Entertainment lançou a série inteira em DVD nas regiões 1, 2 e 4. A série também está disponível para download no iTunes Store.
| Temporada | Temporada | Episódios | Título                              | Data de lançamento     | Data de lançamento     | Data de lançamento     |
| Temporada | Temporada | Episódios | Título                              | Região 1               | Região 2               | Região 4               |
| --------- | --------- | --------- | ----------------------------------- | ---------------------- | ---------------------- | ---------------------- |
|           | 1         | 9         | The Complete First Season           | 16 de setembro de 2008 | 16 de março de 2009    | 3 de dezembro de 2008  |
|           | 2         | 22        | The Complete Second Season          | 15 de setembro de 2009 | 1 de março de 2010     | 2 de novembro de 2009  |
|           | 3         | 23        | The Complete Third Season           | 14 de setembro de 2010 | 21 de março de 2011    | 3 de novembro de 2010  |
|           | 4         | 22        | The Complete Fourth Season          | 13 de setembro de 2011 | 2 de abril de 2012     | 12 de outubro de 2011  |
|           | 5         | 22        | The Complete Fifth Season           | 11 de setembro de 2012 | 4 de fevereiro de 2013 | 14 de novembro de 2012 |
|           | 6         | 13        | The Complete Sixth and Final Season | 7 de maio de 2013      | 2 de dezembro de 2013  | 6 de novembro de 2013  |